# Narongrit Boonsuk
Narongrit Boonsuk (thailändisch นรงฤทธิ์ บุญสุข, * 4. Juni 1992 in Bangkok), auch als Tong bekannt, ist ein thailändischer Fußballspieler.

## Karriere
Narongrit Boonsuk erlernte das Fußballspielen in der Jugendmannschaft von Pattaya United. Seinen ersten Vertrag unterschrieb er 2011 beim Erstligisten Sisaket FC in Sisaket. 2015 wechselte er nach Rayong zum Zweitligisten PTT Rayong FC. Hier absolvierte er 23 Spiele. 2017 nahm in der in Sukhothai beheimatete Erstligist Sukhothai FC unter Vertrag. Am 1. Januar 2021 wurde er vom Khon Kaen United FC ausgeliehen. Der Verein aus Khon Kaen spielte in der zweiten Liga, der Thai League 2. Für Khon Kaen absolvierte er 17 Zweitligaspiele. Am Ende der Saison stieg er mit Khon Kaen in die erste Liga auf. Nach dem Aufstieg wurde er von Khon Kaan fest unter Vertrag genommen. Für Khon Kaen bestritt er insgesamt 34 Ligaspiele. Am Ende der Saison wurde sein Vertrag nicht verlängert. Anfang Juli 2022 unterschrieb er einen Vertrag beim Zweitligaaufsteiger Nakhon Si United FC. Nach acht Zweitligaspielen wechselte er im Sommer 2023 in die dritte Liga, wo er sich dem in der Eastern Region spielenden Bankhai United FC anschloss. Am Ende der Saison 2023/24 wurde er mit dem Verein Vizemeister der Region. In den Aufstiegsspielen zur zweiten Liga konnte man sich jedoch nicht durchsetzen. Im Juni 2024 wechselte er nach Pattaya zum Zweitligisten Pattaya United FC. Nach nur drei Ligaspielen wechselte er im Januar 2025 zu seinem ehemaligen Verein Bankhai United. Hier bestritt er in der Eastern Region acht Ligaspiele. Im Sommer 2025 kehrte er zu Pattaya United zurück.